# Santali
El santali és una llengua del grup de llengües munda de la família austroasiàtica parlada a l'Índia oriental pel poble dels santals.
Les investigacions sobre el llenguatge santali les va fer el lingüista bengalí Byomkes Chakrabarti (1923-1981). Aquest va descobrir algunes relacions entre el santali i el bengalí i va afirmar que el segon estava influenciat pel primer. Els santals no van tenir literatura fins al segle xx.

## Escriptura
El santali té una escriptura anomenada Ol Chiki, fou inventada per Pandit Raghunath Murmu el 1925, i s'acomoda perfectament a la llengua; la literatura en santali i en escriptura Ol Chiki és abundant. Pandit Raghunath Murmu fou popularment conegut com a Guru Gomke. Aquesta escriptura és alfabètica i no comparteix cap de les propietats sil·làbiques de les altres escriptures índies com el devanagari. Utilitza trenta lletres i cinc punts diacrítics bàsics. Té sis vocals bàsiques i 3 d'addicionals.
Aquesta escriptura, també coneguda com a Ol Cemetʼ, és relativament recent i poc utilitzada. Abans s'havia utilitzat l'alfabet llatí, i encara s'utilitzen el devanagari i el bengalí. Tot i així el nivell d'alfabetisme entre els santals és molt baix, només entre un 10% i un 30%.